# Rítusok és szertartások
A Rítusok és szertartások a Csou (Zhou)-kori Kínának, a konfuciánus értékek szerint kívánatosnak tartott társadalmi normáival, adminisztrációjával, szertartásaival kapcsolatos írások antológiája. A mű összeállítását a hagyomány magának Konfuciusznak tulajdonítja, ám a modern szövegkritikai vizsgálatok alapján biztosan állítható, hogy a különböző korból származó szövegek zöme nem származhat az i. e. 5. századból. A Csou (Zhou) szertartásai valamint a Szertartások feljegyzései című művekkel együtt az úgynevezett „három szertartás” (szan li (san li)) néven is emlegetett ókori szertartási szövegek egyike, a tizenhárom klasszikus műből álló konfuciánus kánon része.

## Története
A Rítusok és szertartások tartalmazta szövegek szerzőségét – akárcsak a Csou (Zhou) szertartásait – a Csou (Zhou)-dinasztia megalapításában jelentős szerepet játszott, legendás Csou Kung (Zhou Gong)nak (周公) tulajdonítja. William Boltz szerint azonban ez az álláspont ma már tarthatatlan. A mű modern filológiai vizsgálatai kiderítették, hogy a ma ismert mű egyes részei csakugyan keletkezhettek akár Konfuciusz korában is, de zömében mégis csak Han-kori kompiláció.
A mű első szerkesztője, egyben első kommentátra a 2. században élt Cseng Hszüan (Zheng Xuan) (鄭玄; 127–200) volt. A 3. században egy másik kommentárszerő, Vang Szu (Wang Su) (王肅; 195–256) ugyan erősen bírálta Cseng (Zheng) bizonyos állításait, ennek ellenére mégis a Cseng (Zheng)-féle változat lett a későbbi kiadások alapja.
A mű első nyugati nyelvű fordítása franciául olvasható, és Charles-Joseph de Harlez de Deulin (1832–1899) nevéhez fűződik, 1890-ben jelent meg. Séraphin Couvreur (1835–1919) 1916-ban készítette el ugyancsak francia nyelvű fordítását. Angolra először John Steele ültette át a teljes szöveget 1917-ben. Magyarul egyelőre részleteiben sem olvasható.

## Külső hivatkozások
- A Yili eredeti szövege a Chinese Text Project oldalán